# Immanuel Kauluma Elifas
Immanuel Kauluma Elifas (* 1. Januar 1934 in Epale, Südwestafrika; † 26. März 2019 in Onandjokwe) war ein traditioneller Führer in Namibia. Er war König (oshivambo Omukwaniilwa) der Ondonga, einem Clan der Ovambo. Elifas war viele Jahre lang Vorsitzender des Rats der Traditionellen Führer.
Der königliche Palast befindet sich in Onamungundo, während das traditionelle Siedlungsgebiet im Osten des Etosha-Nationalparks um Namutoni liegt.
Elifas bestätigte zuletzt 2017 seinen Urenkel Fillemon Shuumbwa Nangolo als seinen Nachfolger. Diese Entscheidung war nicht unumstritten, da auch sein anderer Urenkel Oscar Sheehama, der von Königin Cecila unterstützt wurde, als Nachfolger galt. Er hatte Nangolo bereits am 20. September 2002 als seinen Nachfolger benannt, was zuletzt am 2. Juni 2012 der Regierung Namibias mitgeteilt wurde. Dennoch kam es zu nachhaltigen Zerwürfnissen innerhalb des Clans, die auch vor Gericht ausgetragen wurden.
Elifas war mit einer 44-jährigen Amtszeit einer der am längsten amtierenden traditionellen Führer in Namibia.